# Zemsta (Teatr Telewizji 1972)
Zemsta – teatralne przedstawienie telewizyjne komedii Zemsta Aleksandra Fredry w reżyserii Jana Świderskiego, zrealizowane przez Teatr Telewizji w 1972.

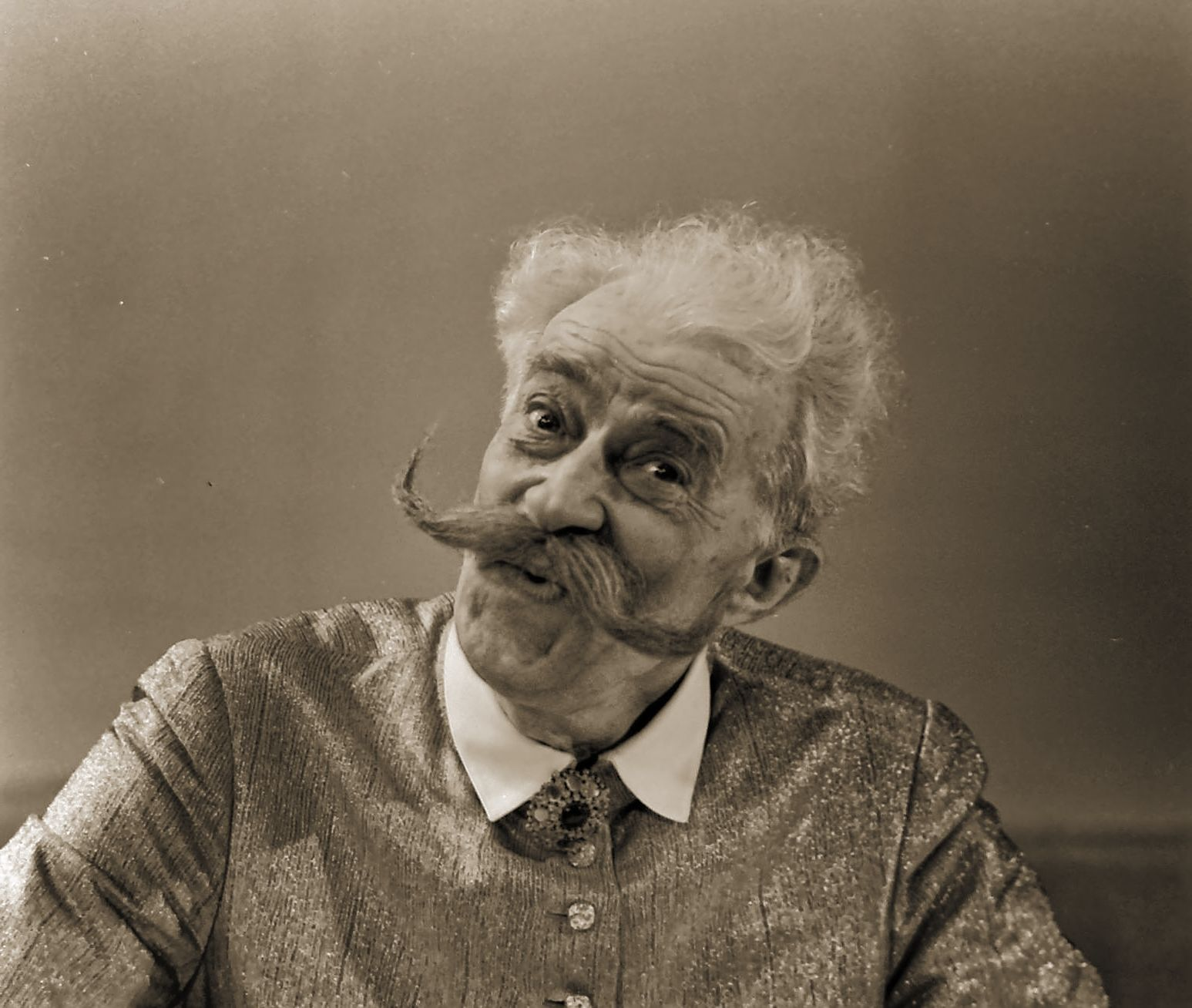
Jan Świderski jako cześnik Raptusiewicz

## Obsada
- Jan Świderski (Cześnik Raptusiewiczek
- Joanna Jędryka (Klara),
- Czesław Wołłejko (Rejent Milczek),
- Krzysztof Kalczyński (Wacław),
- Emilia Krakowska (Podstolina),
- Wojciech Pokora (Papkin),
- Aleksander Dzwonkowski (Dyndalski),
- Zbigniew Skowroński (Śmigalski),
- Zbigniew Kryński (Perełka),
- Zdzisław Szymański (Mularz I),
- Krzysztof Wieczorek (Mularz II)